# クエン酸デヒドラターゼ
クエン酸デヒドラターゼ(Citrate dehydratase、EC 4.2.1.4)、以下の化学反応を触媒する酵素である。
クエン酸{\displaystyle \rightleftharpoons }cis-アコニット酸 + H2O
従って、この酵素の基質はクエン酸のみ、生成物はcis-アコニット酸と水の2つである。
この酵素はリアーゼ、特に炭素-酸素結合を切断するヒドロリアーゼに分類される。系統名は、クエン酸 ヒドロリアーゼ (cis-アコニット酸形成)(citrate hydro-lyase (cis-aconitate-forming))である。他に、citrate hydro-lyaseとも呼ばれる。